# Кувейтський динар
Кувейтський динар (араб. دينار كويتي, фр. Dinar koweïtien) — національна валюта Кувейту.
Один кувейтський динар становить 1000 філсів. Умовне позначення динара на міжнародному рівні — KWD, а в межах Кувейту — KD. В обігу перебувають купюри номіналом 1/4, 1/2, 1, 5, 10, 20 динарів,а також монети номіналом в : 5, 10, 20, 50 та 100 філсів.

## Історія
Кувейтський динар був введений в обіг 1 квітня 1961 року, замінивши рупію Перської затоки.
Банкноти першої серії знаходилися в обігу до лютого 1982 року. Другий випуск валюти відбувся в 1970–1971 роках, в обіг увійшли ¼, ½, 1, 5 і 10 динарів. Однак, ця серія також була виведена з обігу в лютому 1982 року. У лютому 1980 року Центральний банк Кувейту розпочав третій випуск банкнот. Ця серія була оголошена недійсною через вторгнення іракських військ в 1990.
У 1991 році змінився дизайн купюр. Причиною цього стала 6-місячна окупація країни військами Іраку 1990 року. За цей час іракське населення вивезло усі кувейтські гроші, які вдалося виявити. Для того, аби іракці не змогли користуватися кувейтською валютою, одразу після закінчення окупації почався обмін паперових грошей. Монети не піддавалися обміну, а залишилися в такому ж вигляді, який вони мали до війни. П'ята серія кувейтських банкнот була випущена 3 квітня 1994 року і включала високотехнологічні заходи безпеки, які тепер стали стандартом для всіх банкнот.

## Банкноти

### Банкноти V серії (1994—2015)
| Банкноти Кувейту V серії (випуск 1994 року) | Банкноти Кувейту V серії (випуск 1994 року) | Банкноти Кувейту V серії (випуск 1994 року) | Банкноти Кувейту V серії (випуск 1994 року) | Банкноти Кувейту V серії (випуск 1994 року) | Банкноти Кувейту V серії (випуск 1994 року) | Банкноти Кувейту V серії (випуск 1994 року) |
| Зображення                                  | Зображення                                  | Номінал (динарів)                           | Розміри (мм)                                | Основні кольори                             | Опис                                        | Опис                                        |
| Аверс                                       | Реверс                                      | Номінал (динарів)                           | Розміри (мм)                                | Основні кольори                             | Аверс                                       | Реверс                                      |
| ------------------------------------------- | ------------------------------------------- | ------------------------------------------- | ------------------------------------------- | ------------------------------------------- | ------------------------------------------- | ------------------------------------------- |
|                                             |                                             | ¼                                           | 110×68                                      | коричневий                                  | Дау                                         | Дівчата                                     |
|                                             |                                             | ½                                           | 120×68                                      | зелений                                     | кавник, базар                               | хлопчики                                    |
|                                             |                                             | 1                                           | 130×68                                      | блакитний                                   | Кувейтські вежі                             | Порт Шувейх                                 |
|                                             |                                             | 5                                           | 140×68                                      | червоний                                    | Вежа Звільнення                             | Нафтопереробний завод                       |
|                                             |                                             | 10                                          | 150×68                                      | бордовий                                    | Велика мечеть                               | рибалки, дау                                |
|                                             |                                             | 20                                          | 160×68                                      | оливковий                                   | Червоний форт в Ель-Джахрі                  | Центральный банк Кувейту, міська брама      |

### Банкноти VI серії (з 2015)
| Банкноти Кувейту VI серії (випуск 2015 року) | Банкноти Кувейту VI серії (випуск 2015 року) | Банкноти Кувейту VI серії (випуск 2015 року) | Банкноти Кувейту VI серії (випуск 2015 року) | Банкноти Кувейту VI серії (випуск 2015 року) | Банкноти Кувейту VI серії (випуск 2015 року) | Банкноти Кувейту VI серії (випуск 2015 року)         |
| Зображення                                   | Зображення                                   | Номінал (динарів)                            | Розміри (мм)                                 | Основні кольори                              | Опис                                         | Опис                                                 |
| Аверс                                        | Реверс                                       | Номінал (динарів)                            | Розміри (мм)                                 | Основні кольори                              | Аверс                                        | Реверс                                               |
| -------------------------------------------- | -------------------------------------------- | -------------------------------------------- | -------------------------------------------- | -------------------------------------------- | -------------------------------------------- | ---------------------------------------------------- |
|                                              |                                              | ¼                                            | 110×68                                       | коричневий                                   | Кувейтська телевежа, дау                     | традиційні кувейтські двері, перша кувейтська монета |
|                                              |                                              | ½                                            | 120×68                                       | зелений                                      | Кувейтські вежі, дау                         | бісса, риби                                          |
|                                              |                                              | 1                                            | 130×68                                       | сірий                                        | Велика мечеть, дау                           | антична колона на о. Файлака                         |
|                                              |                                              | 5                                            | 140×68                                       | фіолетовий                                   | хмарочос, дау                                | танкер, нафтопереробний завод                        |
|                                              |                                              | 10                                           | 150×68                                       | червоний                                     | Будівля національної асамблеї, дау           | верблюд, сокіл                                       |
|                                              |                                              | 20                                           | 160×68                                       | блакитний                                    | Палац Сейф, дау                              | ловець перлин, устриця, дау                          |
| Масштаб зображень — 1,0 пікселя на міліметр. |                                              |                                              |                                              |                                              |                                              |                                                      |

## Валютний курс
За валютним курсом, кувейтський динар уже не одне десятиліття утримує статус найдорожчої валюти світу. Станом на 25 березня 2025, 1 динар дорівнює 3,243 долара США або 135,1 українських гривень.